# EA Patras (volley-ball masculin)
Maillots
Le EAP Patras est un club omnisports grec fondé en 1927 et basé à Patras. Il est connu notamment pour ses sections de volley-ball et de boxe, qui évoluent au plus haut niveau national.

## Palmarès
- Championnat de Grèce volley-ball : 1938
- Coupe de Grèce volley-ball : 
  - Finaliste : 2008.